# Kholumolumo
Kholumolumo (nazwany imieniem mitologicznej istoty z folkloru Soto, Kholumolumo/xodumodumo, często opisywanej jako wielki gad czy rodzaj smoka) – rodzaj dinozaura z grupy zauropodomorfów żyjącego w późnym triasie na terenach dzisiejszej Afryki. Gatunkiem typowym jest Kholumolumo ellenbergerorum, opisany na podstawie skamieniałości odkrytych w osadach formacji Elliot na terenie misji Maphutseng w Lesotho. Epitet gatunkowy honoruje misjonarza i paleontologa Paula Ellenbergera oraz jego brata, geologa François Ellenbergera, prowadzących w latach 50. XX wieku wykopaliska w Lesotho, które doprowadziły do odkrycia materiału kopalnego K. ellenbergerorum, i jednocześnie będących autorami pierwszych publikacji opisujących skamieniałości tego dinozaura.
Choć Paul Ellenberger zaproponował dla tego dinozaura nazwę "Thotobolosaurus mabeatae", zaś François-Xavier Gauffre w niepublikowanej dysertacji doktorskiej nazwał go "Kholumolumosaurus ellenbergerorum", żaden z wymienionych autorów nie nazwał K. ellenbergerorum w sposób zgodny z wymogami nakładanymi przez Międzynarodowy Kodeks Nomenklatury Zoologicznej. Dopiero w 2020 roku Claire Peyre de Fabrègues i Ronan Allain opublikowali spełniający wymogi formalne opis.
Holotypem jest prawa kość piszczelowa oznaczona MNHN.F.LES381m. Znany materiał kopalny obejmuje zdecydowaną większość skamieniałości z Maphutseng znajdujących się w zbiorach Muzeum Historii Naturalnej w Paryżu (210 z 212 skamieniałości; 2 pozostałe to zęby dużego drapieżnego archozaura, prawdopodobnie rauizucha) i prawdopodobnie także setki skamieniałości z Maphutseng znajdujących się w zbiorach innych muzeów. Materiał z Muzeum Historii Naturalnej w Paryżu obejmuje głównie kręgi i kości kończyn, a dodatkowo także dwie kości zaooczodołowe, dziewięć żeber, cztery szewrony, pięć łopatek, sześć kości biodrowych, dwie kości łonowe i jedną kość kulszową. Skamieniałości z Muzeum Historii Naturalnej w Paryżu są kośćmi co najmniej pięciu osobników.
Kholumolumo charakteryzował się proporcjonalnie krótkimi i szerokimi kośćmi piszczelowymi; stosunek ich obwodu do ich długości wynosił 0,53:1, podczas gdy u wszystkich pozostałych zauropodomorfów nienależących do zauropodów (poza Antetonitrus i Blikanasaurus) stosunek ten nie przekraczał 0,49:1. Dinozaur ten różnił się od Antetonitrus kształtem trzonu kości piszczelowej, zwężającego się ku końcowi dalszemu w widoku bocznym i mającego prostą krawędź przednią i tylną. Od Blikanasaurus odróżniał tego dinozaura kształt czwartej kości śródstopia, proporcjonalnie dłuższej w stosunku do kości piszczelowej, z krótszym i szerszym końcem bliższym. Tylne kręgi szyjne były proporcjonalnie krótkie i wysokie (stosunek długości do wysokości trzonu kręgu 1,2:1). Kholumolumo wyróżniał się położeniem wyrostka kolczystego na przednich kręgach grzbietowych, którego podstawa umiejscowiona była przed przednią krawędzią wyrostka poprzecznego górnego (diapophysis). Trzony kręgów krzyżowych były proporcjonalnie bardzo krótkie (stosunek długości do wysokości trzonu kręgu 0,7:1). Jako cechę diagnostyczną K. ellenbergerorum Peyre de Fabrègues i Allain (2020) wskazali też występowanie dwóch krótkich grzebieni kostnych na bocznej powierzchni łopatki, prawdopodobnie w miejscu przyczepu mięśnia naramiennego.
Zdaniem Peyre de Fabrègues i Allaina (2020) materiał kopalny Kholumolumo ellenbergerorum wskazuje, że dinozaur ten należał do największych znanych triasowych zauropodomorfów. Największa kość udowa w zbiorach Muzeum Historii Naturalnej w Paryżu ma 86 centymetrów długości. Przy założeniu występowania u K. ellenbergerorum proporcji ciała jak u Plateosaurus engelhardti, u którego długość ciała stanowi mniej więcej dziesięciokrotność długości kości udowej, Peyre de Fabrègues i Allain oszacowali długość ciała największego opisanego osobnika K. ellenbergerorum na około 9 metrów. Dokonywane różnymi metodami oszacowania masy ciała K. ellenbergerorum dają wyniki w przedziale 1754–3963 kilogramów; trzy z czterech oszacowań Peyre de Fabrègues i Allaina (2020) dają wynik powyżej 3 ton. Mimo dużych rozmiarów osiąganych przez Kholumolumo w ocenie Peyre de Fabrègues i Allaina budowa szkieletu tego dinozaura wskazuje, że był on zwierzęciem dwunożnym.
Z analiz filogenetycznych przeprowadzonych przez Peyre de Fabrègues i Allaina (w oparciu o zmodyfikowaną macierz danych z analizy Apaldetti i współpracowników, 2018) wynika, że K. ellenbergerorum był taksonem siostrzanym do północnoamerykańskiego Sarahsaurus aurifontanalis; z niektórych analiz wynika, że taksonem siostrzanym do kladu obejmującego te dwa gatunki był z kolei azjatycki Xingxiulong chengi. Dokładna pozycja filogenetyczna Kholumolumo w obrębie zauropodomorfów jest niepewna, jednak żadna z przeprowadzonych przez Peyre de Fabrègues i Allaina (2020) analiz filogenetycznych nie wykazała bliskiego pokrewieństwa z zauropodami. Z części analiz wynika, że K. ellenbergerorum i najbliżej spokrewnione z nim gatunki były bazalnymi przedstawicielami grupy Massopoda. Peyre de Fabrègues i Allain (2020) odnotowali, że uzyskanie drzewa filogenetycznego, wedle którego Kholumolumo jest taksonem siostrzanym do zauropodów wymagałoby wydłużenia drzewa ścisłej zgodności o 6 stopni; zaliczenie go do rodziny Plateosauridae wymagałoby wydłużenia drzewa ścisłej zgodności o 9 stopni, a do rodziny Massospondylidae – o 12 stopni.